# Microterys nietneri
Microterys nietneri is een vliesvleugelig insect uit de familie Encyrtidae. De wetenschappelijke naam is voor het eerst geldig gepubliceerd in 1859 door Motschulsky.